# Huinan
Huinan (chinesisch 辉南县, Pinyin Huīnán Xiàn) ist ein chinesischer Kreis der bezirksfreien Stadt Tonghua im Süden der Provinz Jilin. Er hat eine Fläche von 2.272 Quadratkilometern und zählt 359.329 Einwohner (Stand: Zensus 2010).

## Alte Stadt Huifa
Die Stätte der alten Stadt Huifa aus der Zeit der Ming-Dynastie steht seit 2006 auf der Liste der Denkmäler der Volksrepublik China (6-61). Zur Zeit der Ming-Dynastie war Huifa die Hauptstadt des am Huifa He verbreiteten Jurchen-Stammes der Haixi-Nüzhen.